# Makijiwka (Nischyn)
Makijiwka (ukrainisch Макіївка; russisch Макеевка Makejewka) ist ein Dorf im Süden der ukrainischen Oblast Tschernihiw mit etwa 1300 Einwohnern (2009).

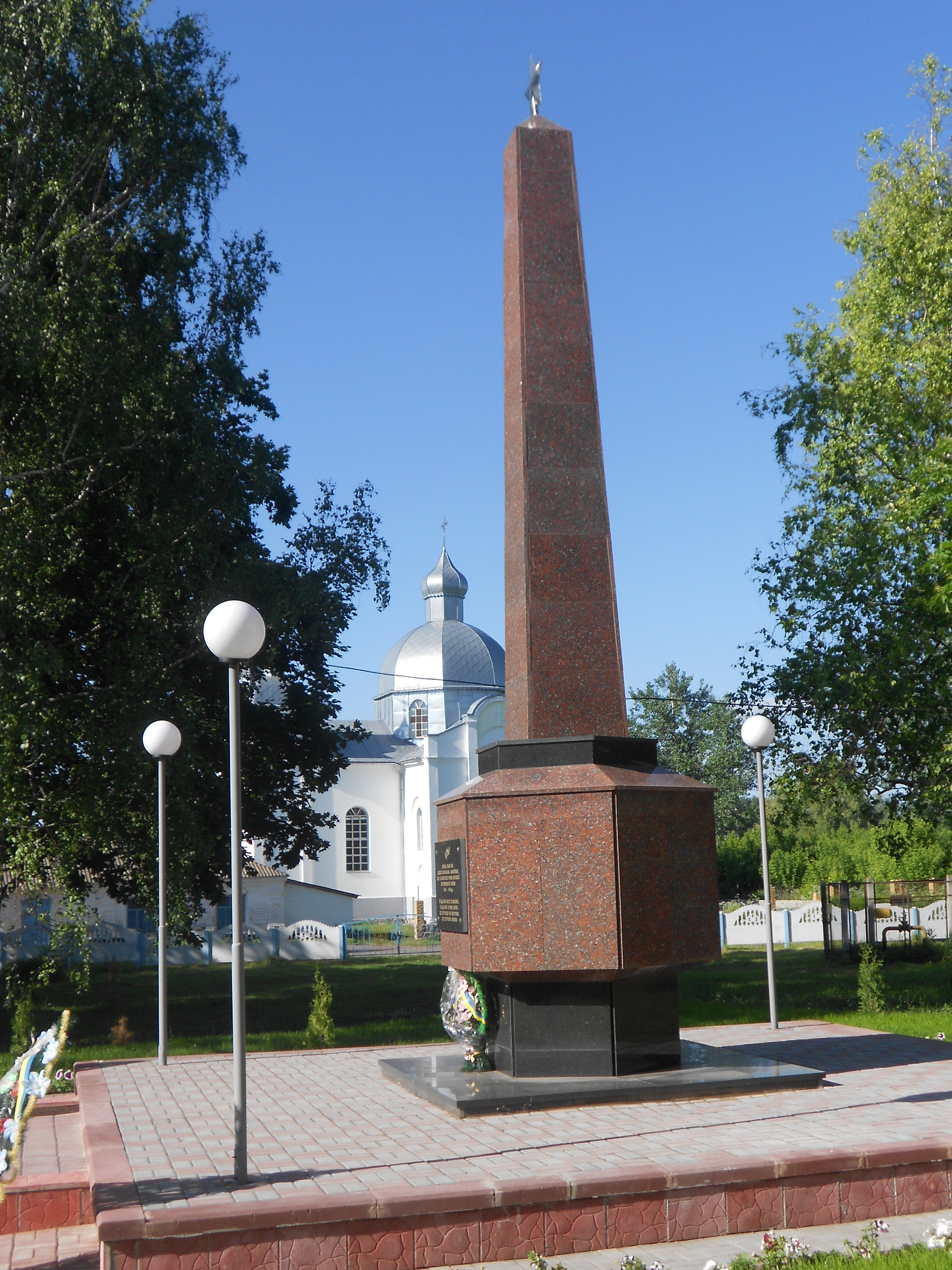
Denkmal und Kirche in Makijiwka

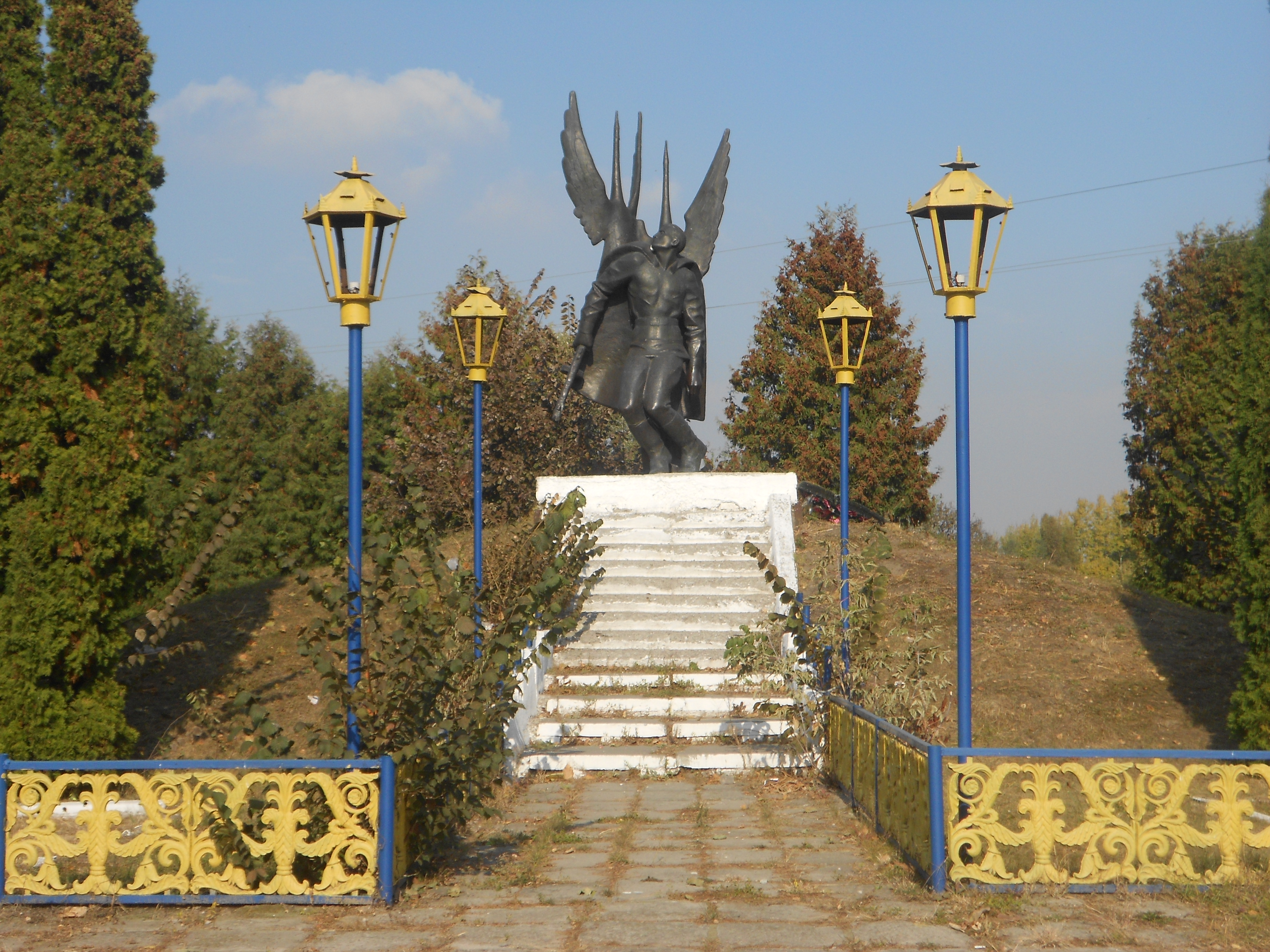
Weltkriegsdenkmal im Dorf Hanniwka der Landgemeinde Makijiwka

Das erstmals 1695 schriftlich erwähnte Dorf ist seit dem 30. November 2015 liegt auf einer Höhe von 126 m am Ufer des Perewid (Перевід), einem 68 km langen, rechten Nebenfluss des Udaj, 38 km südöstlich vom ehemaligen Rajonzentrum Nossiwka und 116 km südlich vom Oblastzentrum Tschernihiw. Durch das Dorf verläuft die Territorialstraße T–25–27.

## Verwaltungsgliederung
Am 1. September 2015 wurde das Dorf zum Zentrum der neugegründeten Landgemeinde Makijiwka (Макіївська сільська громада/Makijiwska silska hromada). Zu dieser zählten auch die 5 Dörfer Hanniwka, Karla Marxa, Klenowe, Pustotyne und Stepowe, bis dahin bildete es zusammen mit dem Dorf Pustotyne die gleichnamige Landratsgemeinde Makijiwka (Макіївська сільська рада/Makijiwska silska rada) im Süden des Rajons Nossiwka.
Am 12. Juni 2020 kamen noch die 13 in der untenstehenden Tabelle aufgelisteten Dörfer zum Gemeindegebiet.
Am 17. Juli 2020 kam es im Zuge einer großen Rajonsreform zum Anschluss des Rajonsgebietes an den Rajon Nischyn.
Folgende Orte sind neben dem Hauptort Makijiwka Teil der Gemeinde:
| Name                           | Name                   | Name                                     |
| ukrainisch transkribiert       | ukrainisch             | russisch                                 |
| ------------------------------ | ---------------------- | ---------------------------------------- |
| Hanniwka                       | Ганнівка               | Анновка (Annowka)                        |
| Hryhoriwka                     | Григорівка             | Григоровка (Grigorowka)                  |
| Kalyniwka                      | Калинівка              | Калиновка (Kalinowka)                    |
| Karabyniwka                    | Карабинівка            | Карабиновка (Karabunowka)                |
| Klenowe                        | Кленове                | Кленовое (Klenowoje)                     |
| Kolomijziwka                   | Коломійцівка           | Коломийцевка (Kolomijzewka)              |
| Mylnyky                        | Мильники               | Мыльники (Mylniki)                       |
| Platoniwka                     | Платонівка             | Платоновка (Platonowka)                  |
| Pustotyne                      | Пустотине              | Пустотино (Pustotino)                    |
| Riwtschak-Stepaniwka           | Рівчак-Степанівка      | Ровчак-Степановка (Rowtschak-Stepanowka) |
| Sofijiwka                      | Софіївка               | Софиевка (Sofijewka)                     |
| Stepowe                        | Степове                | Степовое (Stepowoje)                     |
| Stepowi Chutory                | Степові Хутори         | Степные Хутора (Stepnyje Chutora)        |
| Werbowe (bis 2016 Karla Marxa) | Вербове (Карла Маркса) | Вербовое (Werbowoje)/Карла Маркса        |
| Wessele                        | Веселе                 | Весёлое (Wessjoloje)                     |
| Widradne                       | Відрадне               | Отрадное (Otradnoje)                     |
| Wyly                           | Вили                   | Вилы (Wily)                              |
| Wyschnewe                      | Вишневе                | Вишнёвое (Wischnjowoje)                  |